# Oats Studios
Oats Studios ist ein Independent-Filmstudio der Filmproduzenten und Brüder Neill Blomkamp und Mike Blomkamp. Das Studio wurde mit dem Ziel gegründet, experimentelle Kurzfilme zu produzieren und durch Veröffentlichung auf YouTube und Steam Meinungsbilder und Einschätzungen zu potentiell größeren Produktionen zu gewinnen.

## Filmografie
- Rakka (2017)
- Cooking With Bill: Damasu 950 (2017)
- Firebase (2017)
- God: Serengeti (2017)
- Cooking With Bill: Sushi (2017)
- Cooking With Bill: PrestoVeg (2017)
- Cooking With Bill: Smoothie (2017)
- Zygote (2017)
- Kapture: Fluke (2017)
- ADAM: The Mirror (2017)
- Praetoria (2017)
- LIMA trailer (2017)
- Gdansk (2017)
- God: City (2018)
- Conviction (2019)